# Чуриковское сельское поселение
Чуриковское се́льское поселе́ние — муниципальное образование в Михайловском районе Рязанской области Российской Федерации.
Административный центр — село Чурики.

## История
Границы сельского поселения определяются законом Рязанской области от 7 октября 2004 года № 86-ОЗ.

## Население
| 2010 | 2012 | 2013 | 2014 | 2015 | 2016 | 2017 |
| ---- | ---- | ---- | ---- | ---- | ---- | ---- |
| 350  | ↘344 | ↘340 | ↘336 | ↘331 | ↘320 | ↘312 |
| 2018 | 2019 | 2020 | 2021 |      |      |      |
| ↘291 | ↘279 | ↘275 | ↘247 |      |      |      |

## Состав сельского поселения
| № | Населённый пункт | Тип населённого пункта       | Население |
| - | ---------------- | ---------------------------- | --------- |
| 1 | Красная Звезда   | посёлок                      | 5         |
| 2 | Покровское 1     | село                         | ↘113      |
| 3 | Роговое          | село                         | ↘10       |
| 4 | Чурики           | село, административный центр | ↘222      |

## Местное самоуправление
Глава муниципального образования: Кондрашкин Петр Васильевич (Дата избрания — 	02.03.2008).